# Zelenika, Gabrovo
Zelenika (în bulgară Зеленика) este un sat în comuna Treavna, regiunea Gabrovo,  Bulgaria. 

## Demografie
Componența etnică a satului Zelenika
     Nicio identificare (100%)
     Altele (0%)
La recensământul din 2011, populația satului Zelenika era de 5 locuitori, pentru care nu erau disponibile date referitoare la naționalitate.